# Râul Ghiurca Mare, Bâsca Mare
Râul Ghiurca Mare este curs de apă afluent al râului Bâsca Mare. 

## Hărți
- Harta Turistică Covasna